# 有無快送
有無外送（英語：Yowoo Delivery, YWD）為一個以台灣為主要服務範圍之訂餐外送服務。此訂餐服務由有無科技於2016年成立。

## 概述
有無外送原為有無科技旗下產品有無社區內含之服務，而後獨立成為一個專門訂餐服務。其主要特色為揪團訂餐，目的在於減少使用者在多人點餐時之管理複雜度。
有無外送於2022年12月1日停止營運。

## 服務範圍
有無快送成立初期服務範圍僅止於台北市天母地區，並逐漸拓展服務範圍至台北市主要地區。目前已經在台北市、新北市、桃園市、新竹市、台中市以及高雄市等主要城市提供送餐服務。至2018年底合作餐廳約為3000家，用戶數約為10萬人。